# 德里 (新罕布什爾州普查規定居民點)
德里（英語：Derry）是位於美國新罕布什爾州羅京安縣的普查規定居民點。

## 人口
根據2020年美國人口普查的數據，德里的面積為42.14平方千米，當中陸地面積為41.50平方千米，而水域面積為0.64平方千米。當地共有人口22879人，而人口密度為每平方千米542.93人。